# Іст-Актон (станція метро)
51°30′59″ пн. ш. 0°14′51″ зх. д. / 51.516389° пн. ш. 0.2475° зх. д.
Іст-Актон (англ. East Acton) — станція Центральної лінії Лондонського метрополітену. Станція знаходиться в Іст-Актон, Гаммерсміт і Фулем, Лондон, у 2-й тарифній зоні, між метростанціями — Вайт-Сіті та Норт-Актон. В 2018 році пасажирообіг станції — 3.86 млн пасажирів

## Історія
- 3. серпня 1920: відкриття станції

## Пересадки
- На автобуси London Buses маршрутів: 7, 70, 72, 95, 228, 260, 272, 283 та нічний маршрут N7[3]

## Послуги
| Попередня станція | Лінія | Лінія                             | Лінія | Наступна станція |
| ----------------- | ----- | --------------------------------- | ----- | ---------------- |
| Вайт-Сіті         |       | Лондонське метро Центральна лінія |       | Норт-Актон       |